# Robert Mills
Robert Laurence Mills (15. dubna 1927, Englewood, New Jersey – 27. října 1999, Charleston, Vermont) byl americký fyzik, specializující se na kvantovou teorii pole a teorii mnoha těles. V Brookhaven National Laboratory v roce 1954 navrhl s Jang Čen-ningem tenzorovou rovnici pro to co se nyní nazývá jako Yangova–Millsova teorie. Tato rovnice se redukuje na Maxwellovy rovnice jako zvláštní případ.
{\displaystyle \partial _{\mu }F^{\mu \nu }+2\epsilon (b_{\mu }\times F^{\mu \nu })=J^{\nu }}

## Život
Narodil se v Englewoodu ve státě New Jersey, střední školu navštěvoval v Pensylvánii. Poté nastoupil na Columbia College Kolumbijské univerzity, kde studoval čtyři roky. V roce 1948 vyhrál matematickou soutěž Williama Putnama a dostal se na Univerzitu v Cambridgi, matematické schopnosti mu byly velmi užitečné po celou jeho kariéru ve fyzice. V Cambridgi získal magisterský titul. Na doktorát se vrátil na Kolumbijskou univerzitu, kde pod vedením Normana Krolla v roce 1955 úspěšně dokončil studium. Rok strávil na Ústavu pro pokročilá studia v Princetonu, poté získal místo na Ohijské státní univerzitě, kde byl profesorem až do svého odchodu do penze v roce 1995.
Mills a Jang získali za svou práci z roku 1954 speciální Rumfordovu cenu od Americké akademie věd a umění pro rok 1980.

## Osobní život
V roce 1948 se oženil s Elise Ackley. Manželé měli dva syny a tři dcery. Od roku 1956 žili v Columbusu, kde Mills vyučoval na Ohijské státní univerzitě. Rodina ale rovněž vlastnila nemovitost ve Vermontu, kde trávila čas během letních a zimních prázdnin a kde Mills v roce 1999 zemřel.